# Trévérec
Trévérec (bret. Trevereg) – miejscowość i gmina we Francji, w regionie Bretania, w departamencie Côtes-d’Armor.
Według danych na rok 1990 gminę zamieszkiwało 190 osób, a gęstość zaludnienia wynosiła 44 osoby/km² (wśród 1269 gmin Bretanii Trévérec plasuje się na 999. miejscu pod względem liczby ludności, natomiast pod względem powierzchni na miejscu 1040.).